# シュルタセーナ
シュルタセーナ（Śrutasena）は、インドの叙事詩『マハーバーラタ』の登場人物。パーンダヴァのサハデーヴァとドラウパディーとの間に生まれた子。クルクシェートラの戦いで、アシュヴァッターマンの夜襲によって殺された。